# 刑事部
刑事部（けいじぶ）とは、日本の刑事司法に携わる官公庁の部局の名称であり、以下のような例がある。。
1. 都道府県警察本部に設置され、刑事事件の捜査を行う部局。本項で解説する。
2. 検察庁において捜査を実施する部局。
3. 各地の裁判所において、刑事訴訟の審理を担当する部局[2]。これに対し、民事訴訟の審理を担当する部局を民事部と呼ぶ。

## 概要
一般に刑法犯罪に対する捜査を行う。刑事ドラマなどで一般的な「刑事」と呼ばれる職員が所属する部署。以下の通りの構成が多い。小規模な県警察では、第三課、第四課が設置されておらず、第一課が窃盗犯捜査を、第二課が暴力団犯罪を兼ねる場合もある。
捜査第一課
強行犯と呼ばれる殺人、強盗、暴行、傷害、誘拐、立てこもり、性犯罪、放火などの凶悪犯罪を担当する。
捜査第二課
知能犯と呼ばれる詐欺、通貨偽造、贈収賄、背任、脱税、不正取引などの経済犯罪を担当する部署である。
警察も脱税の刑事事件捜査は可能である。担当課は、警察署では刑事課知能犯係、警察本部では捜査第二課、ただし反社会的勢力関係であれば組織犯罪対策課となる。平成27年6月には、福岡県警工藤會関連事件特別捜査本部および捜査第二課が、福岡地方検察庁、福岡国税局と連携し、五代目工藤會総裁を所得税法違反容疑で逮捕している。特殊詐欺は詐欺の1つとして捜査第二課が担当してきたが、暴力団を中心とした組織的な犯罪となっていることから、警察庁が2021年4月、事務を知能犯捜査部門から組織犯罪対策部門に移管。各警察本部も同時期に捜査第四課や組織犯罪対策課の担当とする組織改編を行ったところがある。
捜査第三課
盗犯と呼ばれる空き巣、引ったくり、万引きなどの窃盗事件を担当する。同じ引ったくりでも被害者が被害品を放さずに引きずられて負傷した場合には強盗致死傷事案に変わり、一課の担当になる。
捜査第四課
暴力団事犯捜査を担当する。刑事部の各部署が罪種によって担当部署が切り替わるのとは異なり、暴力団事犯であれば罪種を問わず担当する。
警視庁は、平成15年に刑事部捜査四課と生活安全部薬物対策課などの部署を統合させる組織改編を行い、「組織犯罪対策部」を発足させた。
福岡県警察は、平成22年に刑事部組織犯罪対策局を部に昇格させる組織改編を行い、「暴力団対策部」を発足させた。暴力団対策専門の部の設置は、警視庁に次いで全国で2例目である。暴力団対策部は、それまで暴力団捜査を担当していた捜査四課など刑事部の局・課を移行し、組織犯罪対策課、暴力団犯罪捜査課、北九州地区暴力団犯罪捜査課、薬物銃器対策課の4課を設置。北九州地区暴力団犯罪捜査課が指定暴力団工藤會の犯罪捜査を担当し、暴力団犯罪捜査課は工藤會を除く県内の暴力団捜査を担当する。特殊詐欺は上記のように2021年春に捜査第四課または組織犯罪対策課に担当させるよう組織改編した警察本部が増えている。
鑑識課
事件現場に残された指紋や足痕跡などの証拠物を採取する。採取された証拠物の鑑定は科学捜査研究所で行う。科捜研でも鑑定が不可能な場合には中央官庁の科学警察研究所で行う。
機動捜査隊
普段は覆面パトカーで地域を警邏し、事件が起こった場合には、初動捜査を行う。初動捜査のみで事件が解決出来ない場合は、捜査一課、捜査三課などに捜査を引き継ぐ。
各所轄警察署には同様の業務を担当する「刑事課」がある。警視庁刑事部長の階級は警視監、道府県警察本部刑事部長は警視正あるいは警視長が充てられている。

## 警視庁刑事部
警視庁においては、刑事部の所掌事務は以下の2点と定められている（警視庁の設置に関する条例（昭和29年東京都条例第52号）第10条）。
- 刑事警察に関すること。
- 犯罪鑑識に関すること。

### 組織
組織
- 刑事総務課
  - 庶務 - 庶務係（刑事部内、刑事総務課内の庶務）
  - 会計 - 会計係（刑事部内の予算経理）
  - 刑事企画 - 刑事企画第1・2係（刑事部の総合調整）
  - 刑事指導 - 刑事指導第1・2係（刑事警察官の実務指導）、法令指導第1・2係（法令の研究、指導）、刑事特別捜査係（刑事部長の特命事件捜査）
  - 刑事教養 - 刑事教養第1・2係（刑事警察官の実務教養、講習）、刑事統計係（刑事統計）
- 捜査第一課（捜査第一課員のみが、「S1S mpd」と金文字の入った金枠付きの赤い丸バッジを背広の襟に付けている）
  - 第一強行犯捜査 - 強行犯捜査第1係（課内庶務）、強行犯捜査第2係（捜査本部の設置、連絡調整）
  - 第二強行犯捜査 - 強行犯第3・4係（強行犯捜査資料の収集整備）、科学捜査第1・2係（科学捜査）
  - 第三強行犯捜査 - 殺人犯捜査第1・2係（殺人、傷害事件の捜査）
  - 第四強行犯捜査 - 殺人犯捜査第3・4係（殺人、傷害事件の捜査）
  - 第五強行犯捜査 - 殺人犯捜査第5 - 7係（殺人、傷害事件の捜査）
  - 第六強行犯捜査 - 強盗犯捜査第1係（強盗事件の捜査、暴行・傷害事件の連続犯事件の捜査、強盗事件に係る犯罪手口資料）、強盗犯捜査第2 - 4係（強盗事件の捜査、暴行・傷害事件の連続犯事件の捜査）
  - 第七強行犯捜査 - 性犯罪捜査第1係（性犯罪捜査、性犯罪に係る犯罪情報収集及び分析、性犯罪捜査の実務指導）、性犯罪捜査第2・3係（性犯罪捜査）
  - 第八強行犯捜査 - 火災犯捜査第1・2係（放火・失火事件捜査）
  - 第一特殊犯捜査 - 特殊犯捜査第1・2係（誘拐、人質立てこもり、航空機強取事件、電話及び文書による恐喝、脅迫）
  - 第二特殊犯捜査 - 特殊犯捜査第3・4係（公共交通機関での事故事件、爆破事件、爆発事故、産業災害による業務上過失致死傷事件の捜査）、特殊犯捜査第5係（特殊犯に係る重要特異な事件の捜査、特命事件の捜査）
  - 第三特殊犯捜査 - 特殊犯捜査第6・7係（インターネットによる恐喝、脅迫等に係る犯罪の捜査）
  - 特命捜査対策室 - 特命捜査第1 - 5係（未解決事件の継続捜査〈殺人事件については2010年5月から公訴時効が廃止されたため〉、強行犯に係る特命捜査）
- 捜査第二課
  - 第一知能犯捜査 - 知能犯捜査第1・2係（課内庶務、知能犯捜査運営、知能犯捜査の資料整備、知能犯罪情報に係る捜査）
  - 第二知能犯捜査 - 選挙係（選挙違反事件捜査、政治資金規正法違反捜査）、情報係（知能犯情報の収集及び管理、重要特異な知能犯事件の捜査）
  - 企業犯捜査第1・2係（企業犯罪捜査）、企業犯捜査第3 - 6係（金融機関に係る知能犯罪捜査）
  - 第三知能犯捜査 - 第1 - 3係（贈収賄等重要知能犯罪捜査、特命事件の捜査）
  - 第四知能犯捜査 - 第4 - 6係（贈収賄等重要知能犯罪捜査、特命事件の捜査）
  - 第五知能犯捜査 - 第7・8係（贈収賄等重要知能犯罪捜査、特命事件の捜査）
  - 第一財務捜査 - 財務捜査第1 - 3係（企業犯罪捜査、知能犯罪に係る財務解析等の捜査）
  - 第二財務捜査 - 財務捜査第4・5係（企業犯罪捜査、知能犯罪に係る財務解析等の捜査）
  - 第三財務捜査 - 財務捜査第6 - 8係（企業犯罪捜査、知能犯罪に係る財務解析等の捜査）
  - 第一知能犯特別捜査 - 特別捜査第1 - 6係（告訴事件調整及び捜査、詐欺・背任・横領に係る犯罪捜査、通貨及び公債偽造、不動産侵奪・境界毀損、名誉及び信用、知能犯に係る犯罪手口資料、他の分掌に属しない特別法に係る犯罪の捜査）
  - 第二知能犯特別捜査 - 特別捜査第7係（告訴事件調整及び捜査、詐欺・背任・横領に係る犯罪捜査、通貨及び公債偽造、不動産侵奪・境界毀損、名誉及び信用、知能犯に係る犯罪手口資料、他の分掌に属しない特別法に係る犯罪の捜査）
  - 第三知能犯特別捜査 - 特別捜査第8 - 10係（告訴事件調整及び捜査、詐欺・背任・横領に係る犯罪捜査、通貨及び公債偽造、不動産侵奪・境界毀損、名誉及び信用、知能犯に係る犯罪手口資料、他の分掌に属しない特別法に係る犯罪の捜査）
  - 第四知能犯特別捜査 - 特別捜査第11 - 13係（告訴事件調整及び捜査、詐欺・背任・横領に係る犯罪捜査、通貨及び公債偽造、不動産侵奪・境界毀損、名誉及び信用、知能犯に係る犯罪手口資料、他の分掌に属しない特別法に係る犯罪の捜査）
  - 第五知能犯特別捜査 - 特別捜査第14 - 16係（告訴事件調整及び捜査、詐欺・背任・横領に係る犯罪捜査、通貨及び公債偽造、不動産侵奪・境界毀損、名誉及び信用、知能犯に係る犯罪手口資料、他の分掌に属しない特別法に係る犯罪の捜査）
  - 聴訴室　聴訴第1・2係（知能犯罪の告訴及び告発事件受理、知能犯罪捜査の指導教養）
- 捜査第三課
  - 第一盗犯捜査 - 第1係（課内庶務、窃盗犯捜査運営）、第2係（手口資料、窃盗等常習者の把握、盗品等捜査資料及び手配、盗品等捜査の指導、特殊開錠用具の所持の禁止等に関する法律違反の捜査）
  - 第二盗犯捜査 - 第3係（外国人又は集団による窃盗、盗難、遺失等に係るクレジットカード、預金通帳等を用いた詐欺に係る犯罪の捜査、特殊開錠用具の所持の禁止等に関する法律違反の捜査）
  - 第三盗犯捜査 - 第5・6係（窃盗捜査）
  - 第四盗犯捜査 - 第7 - 9係（自動車盗、ひったくり、すり、その他の窃盗犯捜査）
- 捜査共助課（全国指名手配担当・他道府県警察との協力事務）
  - 第一捜査共助 - 手配係（課内庶務、指名手配連絡調整）
  - 第二捜査共助 - 捜査共助係（指名手配等被疑者の追跡捜査）、広域捜査共助係（広域重要事件手配事務）
- 鑑識課（鑑識・検視・警察犬の訓練など担当）
  - 第一現場管理 - 鑑識管理係（課内庶務、鑑識機材管理）、鑑識対策係（鑑識指導、鑑識資料の収集整備、特命事件の鑑識）、現場鑑識第1 - 4係（現場鑑識）
  - 第二現場管理 - 現場鑑識第5 - 8係（現場鑑識）、警察犬係（警察犬の管理運用）
  - 検視 - 検視対策(調整、特命事件の検視)、検視第1 - 第3係（検視、死体取扱いの調査、身元不明者等の調査）
  - 指紋 - 現場指紋係（現場の指紋の採取、選別）、指紋照合第1・2係（指紋の照合）、指紋理化係（指紋の検出）、指紋資料係（指紋原紙の管理）、現場足跡係（現場足跡、足跡等の照合及び鑑定、タイヤ痕等の採取）
  - 写真 - 現場写真係（現場写真の作成）、特殊写真係（写真の特殊処理、写真鑑定）、写真資料係（モンタージュ写真、似顔絵等の作成）
- 科学捜査研究所（通称：科捜研）
  - 第一法医科 - 庶務係、法医第一係（体液、組織の鑑定及び検査）
  - 第二法医科 - 法医第二係（DNA鑑定）
  - 物理科 - 電気係（電気事故、火災原因、声紋、その他物理学的鑑定及び検査）、機械係（機械事故、交通事故原因、銃器及び刀剣類の鑑定、痕跡の鑑定）
  - 文書鑑定科 - 文書鑑定係（文書鑑定、通貨）、心理係（ポリグラフ、知能検査、性格検査、方言鑑定、その他言語心理学の心理鑑定）
  - 第一化学科 - 化学第一係（ガス関係事故原因、火薬・爆発物の鑑識及び検査）、化学第二係（油類、有機溶剤の鑑定及び検査）
  - 第二化学科 - 化学第三係（薬物鑑定及び検査）、化学第四係（酩酊度鑑定及び検査、公害関係の鑑定及び検査、薬毒物の鑑定及び検査）
- 捜査支援分析センター 所長、副所長、分析官
  - 第一捜査支援 - 支援管理係（庶務、捜査支援要請受付）、機動分析第1・2係（現場における画像等の収集及び分析による捜査支援、旅券等の簡易鑑定）
  - 第二捜査支援 - システム第一係（捜査支援システムの運用・管理・指導）、システム第二係（捜査情報の収集及び管理、土地鑑資料の登録及び照会）、情報分析係（犯罪情報分析）、分析捜査係（現場における犯罪関連情報の集約及び分析による捜査支援）
  - 技術支援 - 技術支援第1・2係（情報機器の解析及び鑑定、科学技術を活用した捜査支援）
- 機動捜査隊（初動捜査）
  - 隊本部　庶務係、連絡係、各班、分駐所（現場における初動捜査、警ら）
  - 第一機動捜査隊（東京都区部東半分担当）
  - 第二機動捜査隊（東京都区部西半分担当）
  - 第三機動捜査隊（多摩地域担当）
- 主な特別捜査本部
  - 上祖師谷三丁目一家4人強盗殺人事件特別捜査本部（世田谷一家殺害事件）
  - 柴又三丁目女子大生殺人・放火事件特別捜査本部（柴又女子大生放火殺人事件）
  - 大和田町スーパー事務所内けん銃使用強盗殺人事件特別捜査本部（八王子スーパー強盗殺人事件）

### 役職
- 刑事部長（警視監）
- 参事官（警視正）
- 課長（刑事総務・捜査第一・捜査第二課長が警視正、それ以外が警視）
- 理事官（警視）
- 管理官（警視）
- 係長（警部）
- 係長代理・主任（警部補）
- 係員（巡査部長・巡査長・巡査）
- 検視官（警視・警部）
- 科学捜査研究所長（警視）
- 捜査支援分析センター所長（警視）
- 機動捜査隊長（警視）

### 刑事部長
刑事部長は必要があると認めた場合、「特別捜査本部」の設置を発令することができる。特に人質立てこもり事件の際は刑事総務課に対策室を設置して全面指揮を執る。また事件によっては直接現場に赴いて陣頭指揮をとることがある。刑事総務課長と捜査第一課長はノンキャリア（いわゆるたたき上げ）の警視正が就くことになっている。また、捜査第二課長はキャリアの警視正が就くことになっているが、理事官に署長経験者のノンキャリア警視を据えている。